# Webster Campbell
Pour les articles homonymes, voir Campbell.
William Webster Campbell, connu comme Webster Campbell (né le 25 janvier 1893 à Kansas City et mort le 28 août 1972  à Liberty, au Kansas) est un acteur, réalisateur et scénariste américain.

## Vie privée
Webster Campbell épouse en 1920 l'actrice Corinne Griffith (1894-1979), dont il divorce trois ans plus tard. Il se remarie en 1959 avec Beatrice Campbell. 

## Filmographie

### Comme acteur
- 1914 : The Secret Marriage de Wilbert Melville
- 1914 : The Game of Politics (réalisateur inconnu)
- 1914 : The Death Warrant (réalisateur inconnu)
- 1914 : The Wharf Rats de Scott Sidney
- 1914 : A Girl of the Cafés de Leon De La Mothe
- 1914 : From Out of the Dregs de Scott Sidney
- 1914 : The Feud at Beaver Creek de George Osborne
- 1914 : The Cross of Crime de Leon De La Mothe
- 1914 : The Lure of the Car Wheels (réalisateur inconnu)
- 1914 : The Downward Path de Wilbert Melville
- 1914 : The Defaulter de Raymond B. West
- 1914 : The Old Love's Best de Scott Sidney
- 1914 : A Tragedy of the North Woods de Walter Edwards
- 1914 : Parson Larkin's Wife de Scott Sidney
- 1914 : The Word of His People de Jay Hunt
- 1914 : The Golden Goose de Raymond B. West
- 1914 : The Friend de Scott Sidney
- 1914 : The Trap de Paul Powell
- 1914 : Not of the Flock de Scott Sidney
- 1914 : Brass Buttons de William Desmond Taylor
- 1914 : Love Knows No Law de Frank Cooley
- 1915 : A Confidence Game de William H. Clifford et Thomas H. Ince
- 1915 : Mother Hulda de Raymond B. West
- 1915 : A Girl and Two Boys de Frank Cooley
- 1915 : A Question of Conscience de Paul Powell
- 1915 : Which Would You Rather Be? de Frank Cooley
- 1915 : The Constable's Daughter de Frank Cooley
- 1915 : The First Stone de Frank Cooley
- 1915 : In the Background de Paul Powell
- 1915 : The Once Over de Frank Cooley
- 1915 : Persistence Wins de Frank Cooley
- 1915 : The Accusing Pen de Shannon Fife et Paul Powell
- 1915 : Oh, Daddy! de Frank Cooley
- 1915 : No Quarter de Frank Cooley
- 1915 : Dreams Realized de Frank Cooley
- 1915 : Life's Staircase de Frank Cooley
- 1915 : What Money Will Do (réalisateur inconnu)
- 1915 : Naughty Henrietta de Frank Cooley
- 1915 : The Stay-at-Homes d'Archer MacMackin
- 1915 : Little Chrysanthemum (réalisateur inconnu)
- 1915 : The Redemption of the Jasons d'Archer MacMackin
- 1915 : The Mollycoddle d'Archer MacMackin
- 1915 : A Deal in Diamonds de Frank Cooley
- 1915 : The Guy Upstairs d'Archer MacMackin
- 1915 : Applied Romance d'Archer MacMackin
- 1915 : His College Wife d'Archer MacMackin
- 1915 : Betty's First Sponge Cake d'Archer MacMackin
- 1915 : Cupid Takes a Taxi d'Archer MacMackin
- 1915 : Jimmy on the Job d'Archer MacMackin
- 1915 : The Honeymooners d'Archer MacMackin
- 1915 : Drawing the Line de B. Reeves Eason
- 1915 : His Mysterious Profession d'Archer MacMackin
- 1915 : Green Apples d'Archer MacMackin
- 1915 : Plot and Counterplot d'Archer MacMackin
- 1915 : Incognito d'Archer MacMackin
- 1915 : Everyheart d'Archer MacMackin
- 1915 : Love, Mumps and Bumps d'Archer MacMackin
- 1915 : Mother's Busy Week d'Archer MacMackin
- 1915 : Billie, the Hillbilly d'Archer MacMackin
- 1915 : He Got Himself a Wife de George Stanley
- 1915 : The Madonna d'Archer MacMackin
- 1916 : Pansy's Papas d'Edwin R. Coffin
- 1916 : Bitter Sweet de Jack Conway et Rollin S. Sturgeon
- 1916 : Her Partner de William Wolbert
- 1916 : The Hoyden de David Smith
- 1916 : Sin's Penalty de William Wolbert
- 1916 : Some Chicken de David Smith
- 1916 : Miss Adventure de William Wolbert
- 1916 : The Rich Idler de David Smith
- 1916 : Curfew at Simpton Center de William Wolbert
- 1916 : The Yellow Girl d'Edgar Keller
- 1916 : A Fool and His Friend de William Wolbert
- 1916 : Through the Wall de Rollin S. Sturgeon
- 1916 : The Game That Failed de William Wolbert
- 1917 : The Evil Eye de George Melford
- 1917 : The Mystery of Lake Lethe de Rollin S. Sturgeon
- 1917 : Satan's Private Door de J. Charles Haydon
- 1917 : The Five Dollar Bill de Lawrence C. Windom
- 1917 : The Clock Struck One de Lawrence C. Windom
- 1917 : Local Color de Harry Beaumont
- 1917 : Transgression de Paul Scardon
- 1917 : The Discounters of Money de Martin Justice
- 1917 : The Love Doctor de Paul Scardon
- 1917 : The Fettered Woman de Tom Terriss
- 1917 : The Renaissance at Charleroi de Thomas R. Mills
- 1918 : The Count and the Wedding Guest de Martin Justice
- 1918 : The Girl of Today de John S. Robertson
- 1920 : Human Collateral de Lawrence C. Windom
- 1920 : Deadline at Eleven de George Fawcett
- 1920 : The Sea Rider d'Edwin L. Hollywood
- 1920 : Babs d'Edward H. Griffith
- 1920 : The Pleasure Seekers de George Archainbaud
- 1920 : The Tower of Jewels de Tom Terriss
- 1921 : It Isn't Being Done This Season de George L. Sargent
- 1922 : A False Alarm de William Campbell
- 1929 : The Love Racket (en) de William A. Seiter de William A. Seiter
- 1930 : In the Next Room d'Edward F. Cline

### Comme réalisateur
- 1921 : What's Your Reputation Worth?
- 1921 : Moral Fibre
- 1921 : L'Héroïne du rail
- 1922 : Island Wives
- 1922 : A Virgin's Sacrifice
- 1922 : Divorce Coupons
- 1923 : Bright Lights of Broadway
- 1924 : Frontier Woman
- 1924 : Gateway to the West
- 1924 : Yorktown
- 1924 : Dixie
- 1925 : L'Héroïque lâcheté

### Comme scénariste
- 1913 : The Man Who Might Have Been d'Oscar Eagle
- 1913 : The Woodman's Daughter de Fred Huntley
- 1913 : The Way of Life de Hardee Kirkland
- 1914 : The Courting of Prudence de Harry A. Pollard
- 1915 : A Girl and Two Boys de Frank Cooley
- 1915 : Silence de Henry Otto
- 1915 : Which Would You Rather Be? de Frank Cooley
- 1915 : The Problem de Harry A. Pollard
- 1915 : Oh, Daddy! de Frank Cooley